# Große Dolomitenstraße
Die Große Dolomitenstraße war die erste Ferienstraße zur Erschließung der Dolomiten, die am 13. September 1909 eröffnet wurde. Sie ist 109 km lang und durchquert die Dolomiten in West-Ost-Richtung von Bozen nach Cortina d’Ampezzo.
Die Straße berührt heute drei Provinzen Italiens, nämlich Bozen, Trient und Belluno. Es handelte sich jedoch ursprünglich um eine österreichische Touristenstraße, denn vom Zeitpunkt ihrer Eröffnung bis 1918 gehörte das Gebiet noch zur k.u.k.-Donaumonarchie. Die Architekten waren indes Italiener (Vittorio de Dal Lago, Alfredo de Riccaboni, Gualtiero Adami).
In der Literatur wird die historische Straße gelegentlich auch nur „Dolomitenstraße“ genannt.

## Geschichte

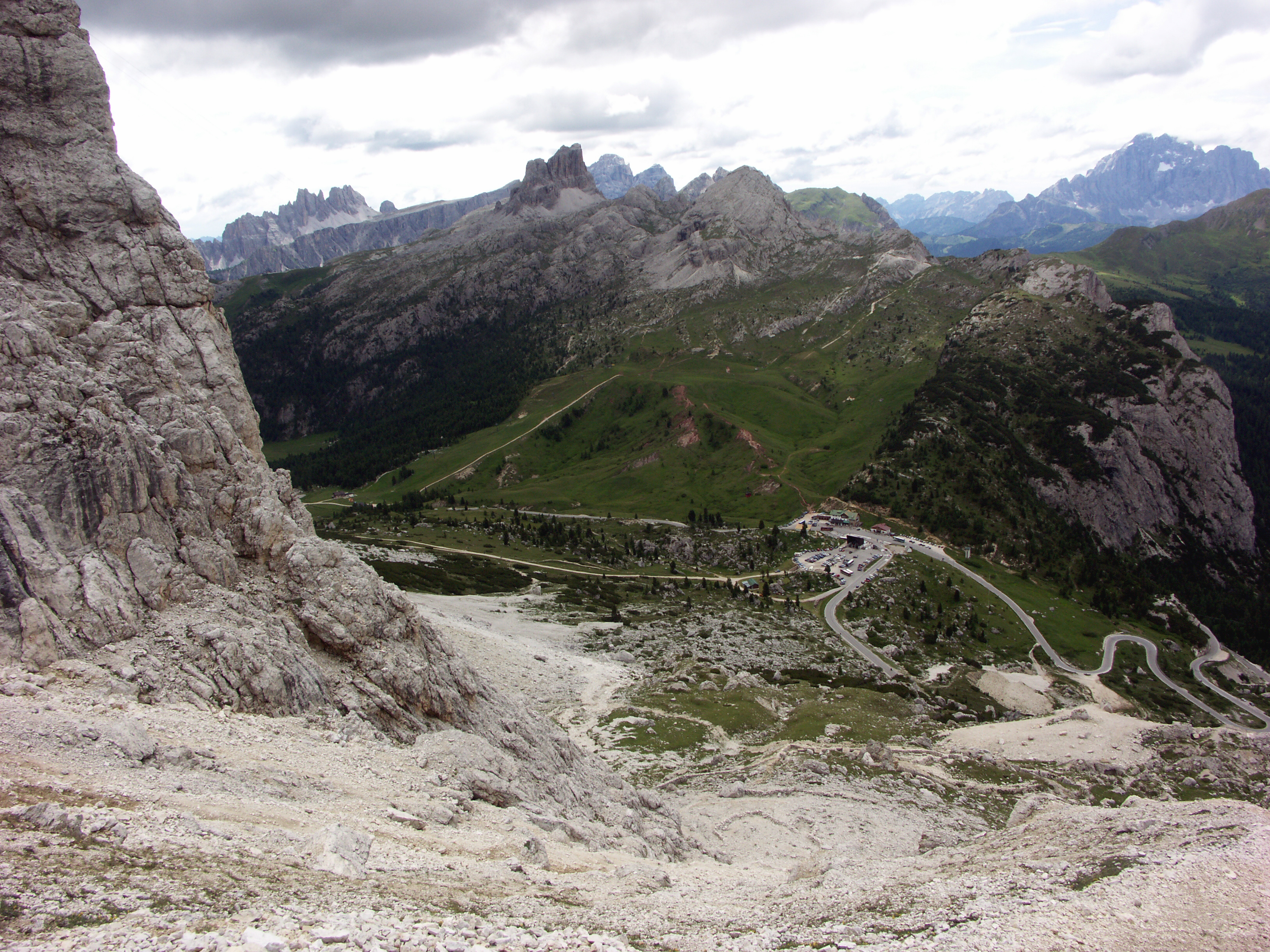
Straßenverlauf am Passo Falzarego: Letztes und schwierigstes Teilstück, vollendet 1909

Auf den Deutschen und Oesterreichischen Alpenverein geht die Idee zurück, Alpinisten die Bergwelt der Dolomiten mittels einer durchgängig befahrbaren Straße leichter zugänglich zu machen. Theodor Christomannos von der Sektion Meran und Albert Wachtler von der Sektion Bozen waren die Initiatoren, die die Straße zu Ehren von Kaiser Franz Joseph zu seinem 50. Regierungsjubiläum 1898 eröffnen wollten. Deshalb sollte sie ursprünglich Kaiserstraße heißen, doch der Zeitplan konnte nicht eingehalten werden.
Es gab seit 1860 zwar schon die Straße durchs Eggental und seit 1896 Straße über den Karerpass, an den höheren Übergängen – beispielsweise am Pordoijoch – gab es jedoch nur Schotterwege und Saumpfade. Der Baubeginn dieser Trassen verzögerte sich auf 1900, und erst 1909 konnte der letzte schwierige Abschnitte am Passo Falzarego vollendet und die Strecke für den allgemeinen Verkehr freigegeben werden.
Im Gebirgskrieg 1915–1918 brach die erste Phase des Tourismus zusammen. Die Passstraßen wurden zu Militärstraßen umfunktioniert zwecks Frontnachschub und Frontversorgung. Die Infrastruktur für den Fremdenverkehr verfiel.
Erst nach dem Zweiten Weltkrieg, Mitte der 1950er Jahre, gewann die Straße wieder an Bedeutung. Die klassische Strecke führt an den attraktivsten Zielen auch für den Dolomiten-Tourismus des 21. Jahrhunderts vorbei, der jährlich zwei saisonale Spitzenzeiten – den Sommer und Frühherbst für Bergsteiger, Kletterer und Mountainbiker sowie den Winter und das Frühjahr für Skifahrer – erlebt. Die Große Dolomitenstraße ist insbesondere im Rahmen der Sellaronda, der Klettersteige und des Dolomiti Superski eine der wichtigsten Touristenstraßen in den Alpen. Einige Abschnitte haben sich jedoch im Vergleich zu ihrer ursprünglichen Gestalt erheblich verändert.
Im Juni sind regelmäßig Teilstrecken in die entscheidenden Dolomiten-Etappen des Giro d’Italia eingebunden.

## Verlauf

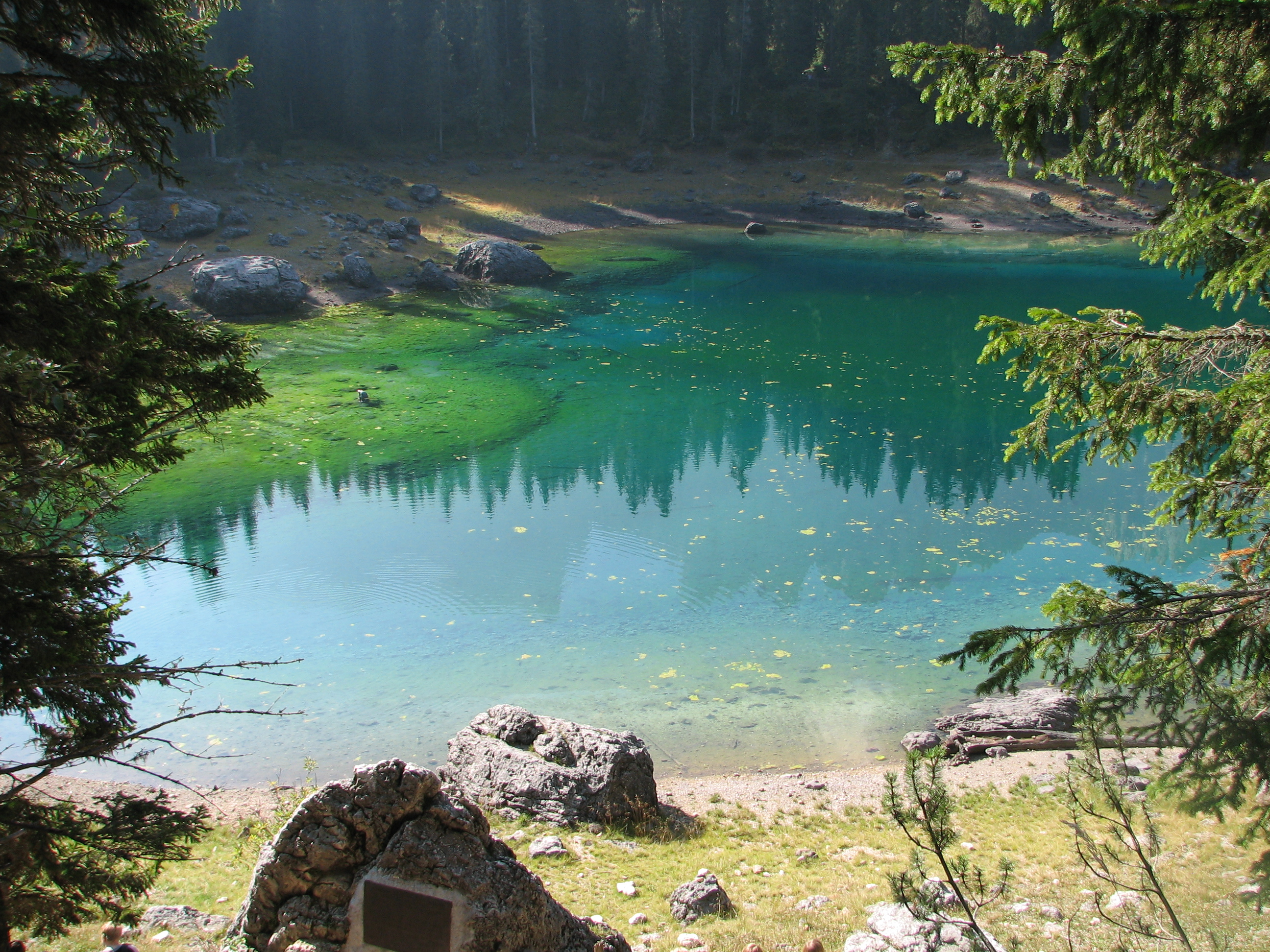
Blick auf den Karersee

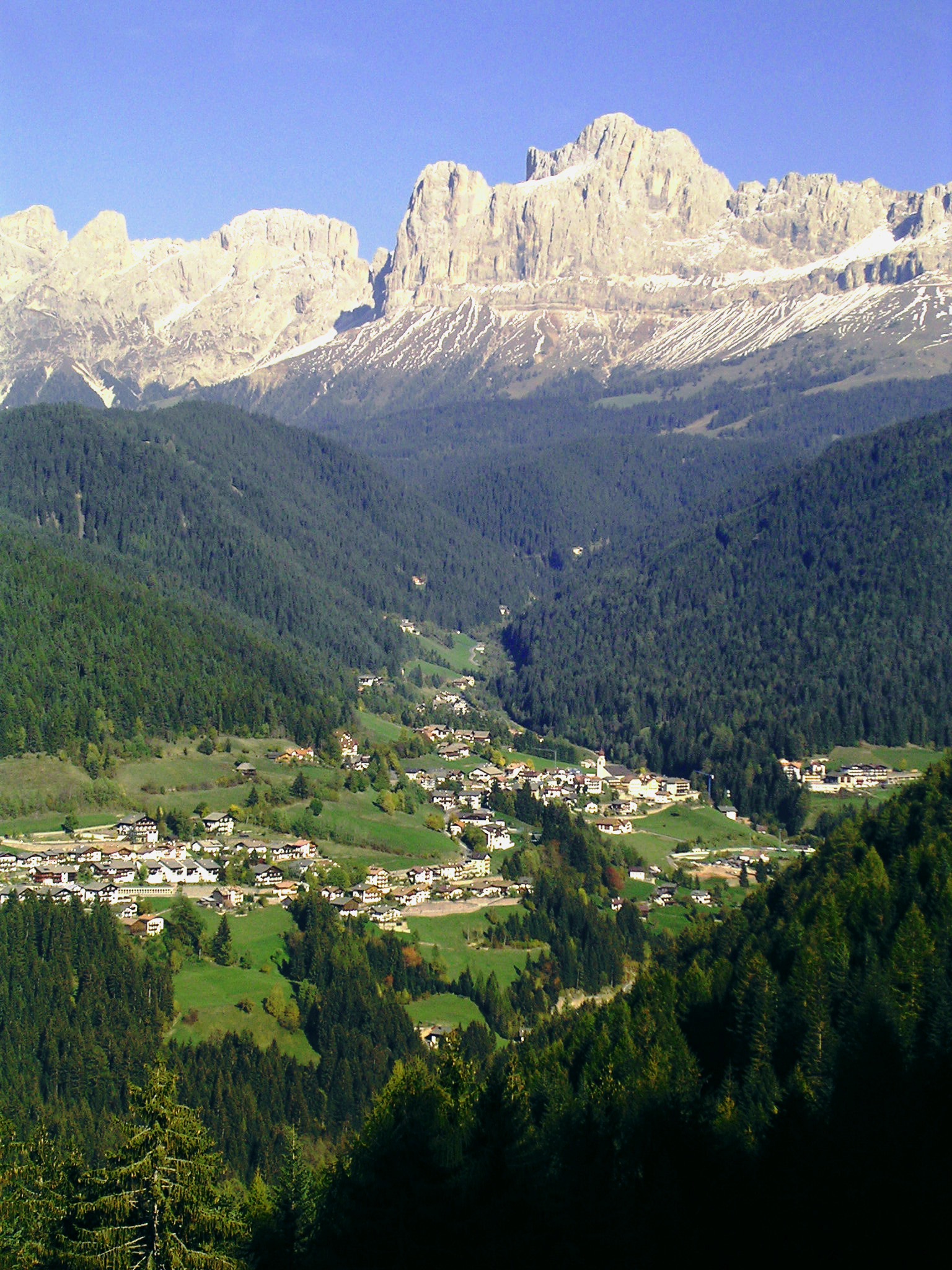
Welschnofen mit Rosengarten

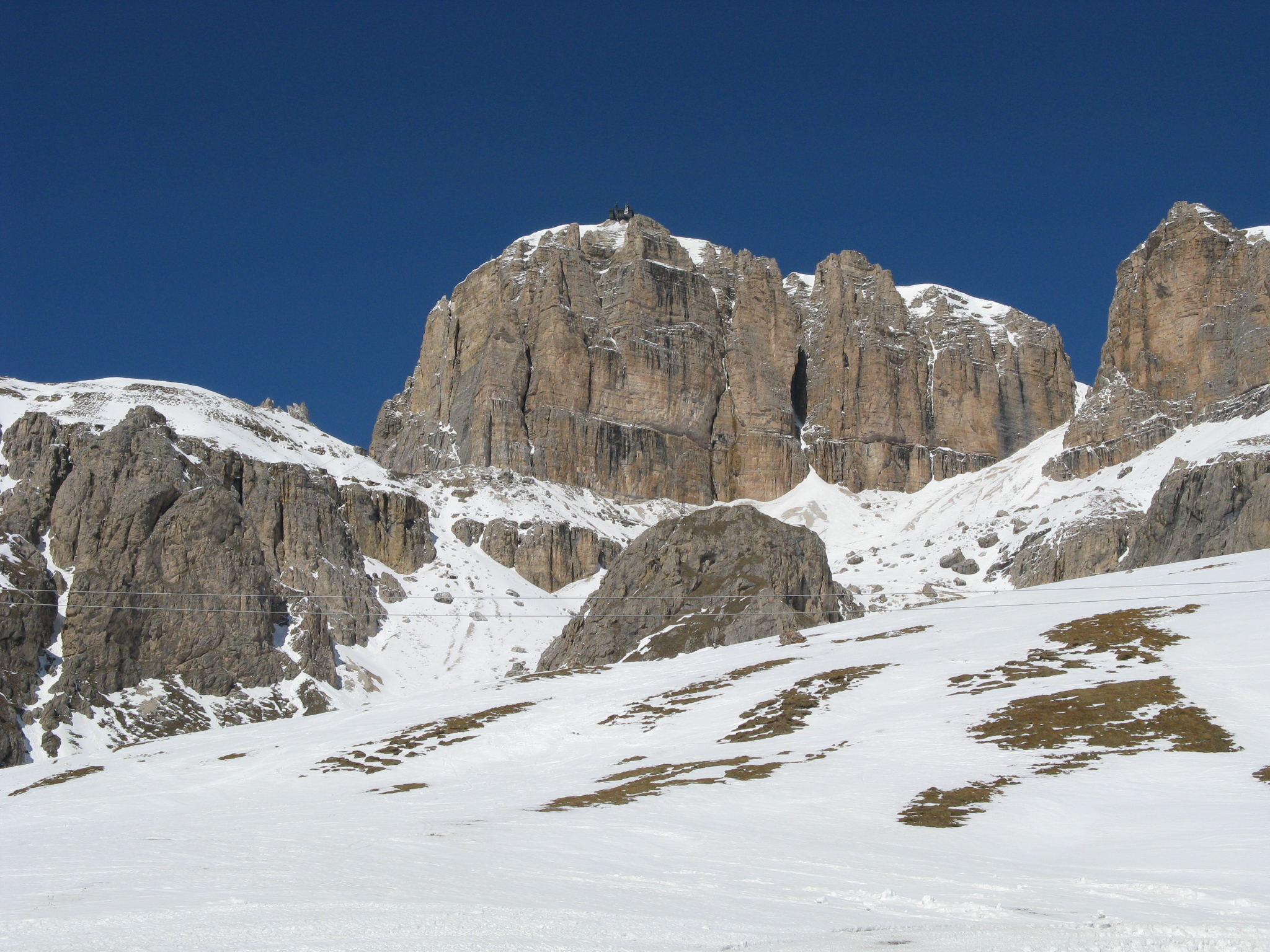
Pordoijoch und Sass Pordoi im Sellastock

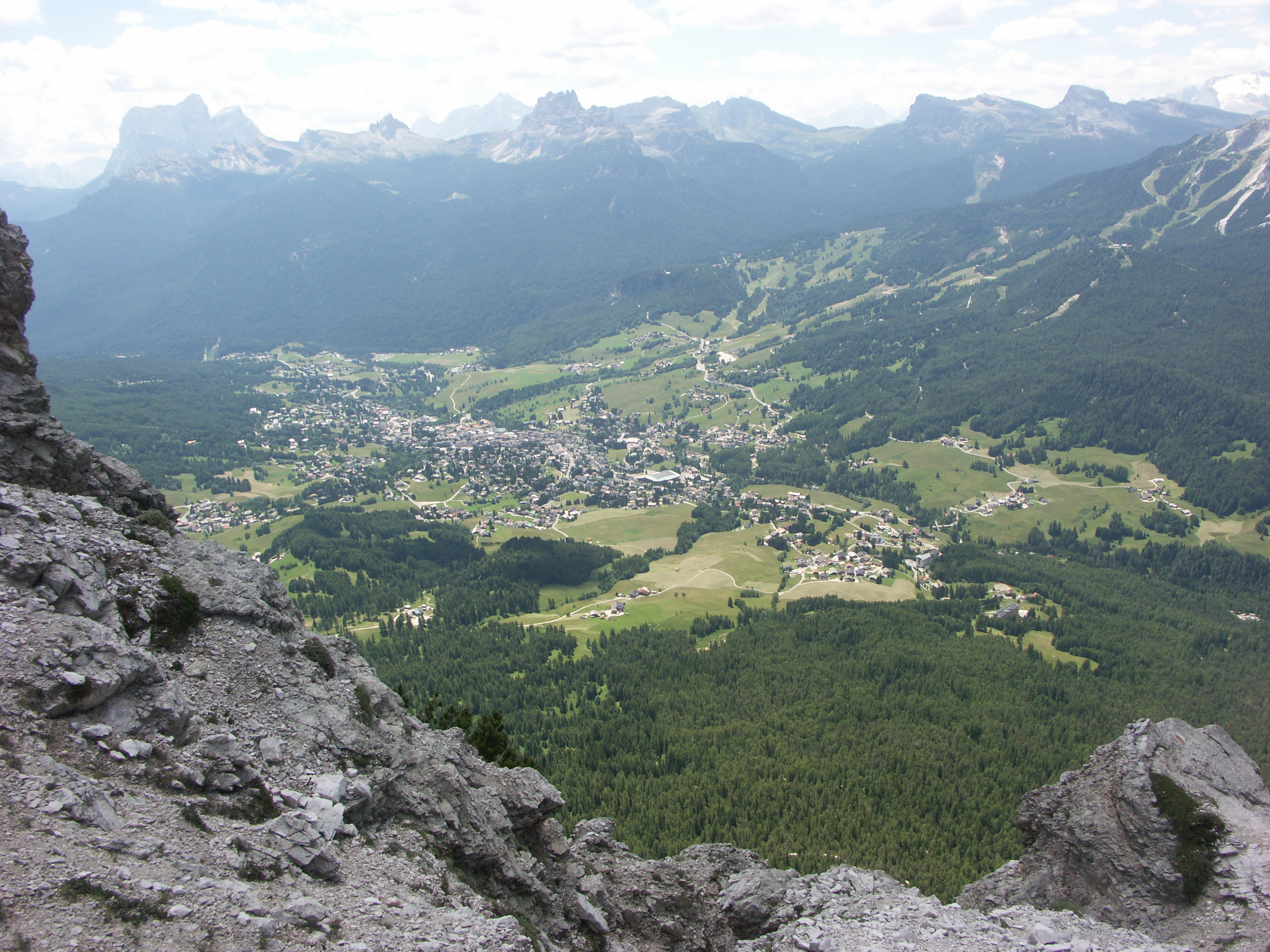
Cortina d’Ampezzo

- Knapp östlich der Südtiroler Landeshauptstadt Bozen beginnt die Strecke im Eggental, das in seinem unteren Abschnitt eine imposante Klamm ist. Die Fahrt auf nur 5 m breiter Straße zwischen den hohen Felswänden hindurch war bis Dezember 2007 ein spektakulärer Einstieg in die Route. Seit Januar 2008 ist jedoch diese historische Straße gesperrt, die wegen Steinschlaggefahr zum Sicherheitsrisiko geworden war, und die Eggentalschlucht fast komplett untertunnelt.
- Vor Welschnofen öffnet sich die Landschaft, durch Weiden und Nadelwälder fährt man aufwärts auf den Karerpass; unterwegs werden der Rosengarten und der Latemar als erste, d. h. westlichste Felsmassive der Dolomiten sichtbar.
- Unterhalb der Passhöhe war um 1900 der von dichtem Wald umgebene Karersee, in dem sich die Felswände des Latemar spiegeln, eine dem romantischen Zeitgeist entsprechende Hauptattraktion. Es gab auf dem Pass ein Grandhotel, in dem Kaiserin Sissi und weitere prominente Persönlichkeiten residierten. Heute gerät dieser Streckenabschnitt in der touristischen Hauptsaison an seine Kapazitätsgrenzen. Die Infrastruktur auf dem Pass ist zeitgenössischen Bedürfnissen angepasst, das Grandhotel in Ferienwohnungen umgewandelt.
- Am Karerpass wird die Grenze zum Trentino überschritten; die Straße führt nun abwärts ins Tal des Avisio nach Vigo di Fassa.
- Durch die ladinischsprachigen Orte des Fassatals – Pozza di Fassa, Pera di Fassa, Campitello und das Touristenzentrum Canazei – führt die Straße näher an die nächsten, östlich gelegenen Dolomiten-Gruppen Langkofel und Sella heran.
- In Canazei, das am Fuße der Sella-Gruppe liegt, beginnt die Hochstraße in 99 steilen Kehren über die zentralen Dolomitenpässe. Mit 2.239 m wird am Pordoijoch der höchste Punkt der Strecke erreicht. Es war bereits in der Vorkriegszeit eine Hauptattraktion der gesamten Route mit gut ausgebauter Infrastruktur, was sich heute durch die Seilbahn zum Sass Pordoi und die umliegenden Wanderwege und Skipisten noch verstärkt hat.
- Nach Überschreiten der Grenze zum Veneto führt die Großen Dolomitenstraße in weiteren engen Kehren abwärts ins ebenfalls ladinische Buchensteintal nach Arabba. Man befindet sich nördlich der vergletscherten Marmolata, die indes von den vorgelagerten Kämmen verdeckt ist. Die nächsten östlich gelegenen Dolomitenmassive Le Tofane und Civetta rücken im Verlauf der Fahrt entlang des Cordevole näher. Die auffällig geformte Kuppe des Col di Lana über Pieve di Livinallongo prägte einst das Tal; bei Eröffnung der Ferienstraße konnte man noch nicht ahnen, dass seine Sprengung 1916 das Aussehen dieses Gipfels entscheidend verändern würde. Gedenkstätten und Soldatenfriedhöfe erinnern heute an diese Ereignisse.
- Hinter Pieve di Livinallongo verlässt die Straße das Cordevole-Tal und steigt wieder an zum kahlen, von Felsbrocken übersäten Passo Falzarego entlang der Steilwände des Lagazuoi, auf den heute eine Seilbahn führt. Auch dieser Pass war im Dolomitenkrieg Kampfgebiet und ist heute neben Wander- und Skigebiet auch Gedenkstätte. Zwischen Tofane und Cinque Torri führt die Straße nun hinunter nach Pocol und abwärts nach Cortina, das in einer Senke vor den östlichsten Gruppen, die von der Großen Dolomitenstraße aus sichtbar sind – Cristallogruppe, Sorapiss und Antelao – liegt.

## Heutige Straßennomenklatur und Problematik der Abgrenzung
Die italienische Strada Statale 48 delle Dolomiti ist nur zwischen Vigo di Fassa und Cortina mit der Großen Dolomitenstraße identisch, wobei der in Südtirol gelegene Abschnitt der SS 48 in Anlehnung an die italienische Nomenklatur auf Deutsch heute ebenfalls als Dolomitenstraße bezeichnet wird. Der Abschnitt der historischen Großen Dolomitenstraße zwischen Bozen und Vigo entspricht der heutigen Strada Statale 241 di Val d’Ega e Passo di Costalunga.
In den Begriff „Dolomitenstraße“ wird zudem heute gelegentlich die Fortsetzung von ca. 35 weiteren Kilometern bis Toblach im Pustertal mit einbezogen, und zwar in zwei Varianten: entweder südlich am Monte Cristallo vorbei über den Passo Tre Croci zum Misurinasee am Fuße der Drei Zinnen oder nördlich um den Monte Cristallo über die Passhöhe Im Gemärk. In Schluderbach treffen beide Varianten wieder zusammen, und die Straße führt durch das Höhlensteintal abwärts nach Toblach. Über beide Pässe hat es im 19. Jahrhundert schon befahrbare Handelsstraßen und nachfolgend auch Tourismus gegeben. Die Hauptverbindung zwischen Cortina und Toblach war jedoch die heutige Strada Statale 51 di Alemagna.